# Muawiya II
Muawiya II o Muawiya ibn Yazid (28 de marzo de 661 - 684) fue el tercer Califa Omeya, que asumió el control de la dinastía después de la muerte de su padre Yazid I en 683. Era hijo de Yazid I y de una mujer desconocida de la tribu Banu Kalb. A menudo se la confunde con Umm Hashim Fakhita bint Abi Hashim, madre del medio hermano de Muawiya, Khalid ibn Yazid.
Antes de que su padre muriese, le había reconocido mediante el bay'a. De esta forma, Muawiya II sucedió a su padre en Damasco en 64 AH (noviembre de 683). Gobernó brevemente pues en plena segunda Fitna y ante el empuje de Ibn al-Zubayr y con probables problemas de salud, abdicó a las pocas semanas en su primo Marwan I, que fue declarado califa en Siria, muriendo ese mismo año de 684.
Con su muerte sin descendencia, se terminó la rama sufyaní o sufyanida de los omeyas, pasando a la rama marwaní.